# Regina-Margherita-Klasse
Die Regina-Margherita-Klasse war ein Klasse von zwei Einheitslinienschiffen (Schlachtschiffen) der italienischen Marine. Regina Margherita und ihr Schwesterschiff Benedetto Brin wurden 1898 in Auftrag gegeben, liefen 1901 vom Stapel und kamen 1904 beziehungsweise 1905 in Dienst. Entwickelt wurde die Klasse von dem italienischen Admiral Benedetto Brin. Beide Schiffe nahmen am Italienisch-Türkischen Krieg (1911/1912) und am Ersten Weltkrieg teil. Obwohl beide Schiffe an keinem Seegefecht beteiligt waren, gingen sie im Weltkrieg mit erheblichen Opfern verloren.

## Technische Beschreibung
Die Regina Margherita-Klasse der Regia Marina war eine typische Konstruktion ihrer Zeit für die der italienische Marineminister Benedetto Brin (1833–1898) verantwortlich war. Neben einem obligatorischen Wulstbug, der noch an die Verwendung von Rammsporne erinnerte, war eine verhältnismäßig starke Hauptbewaffnung vorgesehen.
 Die Schiffe verfügten über 28 Kessel und zwei Dreifach-Expansionsmaschinen mit einer verhältnismäßig starken Leistung von 20.000 PSi, die ihre Kraft auf zwei Antriebsschrauben weitergaben. Ungewöhnlich war die Anordnung der Schornsteine. Insgesamt gab es drei, wobei die beiden vorderen nicht hintereinander, sondern nebeneinander gesetzt waren. Vor den Schornsteinen befand sich in einem erhöhten Aufbau die gepanzerte Brücke.

### Bewaffnung
Die Hauptbewaffnung bestand aus vier 305-mm-L/40-Geschützen der Bauart Elswick in zwei Doppeltürmen. Einer stand am Bug, der andere am Heck. Die Schiffe der Regina Margherita-Klasse gehörten zu den Schiffen, die darüber hinaus eine verstärkte Mittelartillerie erhielten. Dies bestand auch aus vier 203-mm-L/45-Elswick-Geschützen, die in Kasematten über der 152-mm-Batterie an den Ecken der Aufbauten aufgestellt waren. Dazu kamen zwölf 152-mm-L/40-Elswick-Geschütze in international üblicher Kasemattenaufgestellung entlang des Schiffsrumpfes auf Höhe der Aufbauten. Auf den Decks waren zwanzig 76-mm-Geschütze zur Torpedobootsabwehr aufgestellt. Vier Torpedorohre vervollständigten die Bewaffnung. Alles in allem erscheint das für Schiffe der damaligen Zeit eine beachtliche Feuerkraft zu sein, hatte indes den Nachteil, dass für soviel unterschiedliche Munition sehr viel größere Munitionsbunker nötig gewesen wären. Ein Umstand, der beiden Schiffe in ihrer Dienstzeit mehr als einmal Schwierigkeiten bereitet haben soll.
Die Panzerung war in allen Bereichen verhältnismäßig dünn und der verwandte Stahl vom Typ Harvey nicht mehr die modernste Panzerstahlqualität. Für ein Artilleriegefecht mit anderen Linienschiffen mit gleicher Hauptartillerie war sie unzureichend. 305-mm-Geschosse hätten sie auch aus großer Distanz durchschlagen.
 Dafür waren die Schiffe relativ schnell. Sie können daher durchaus als Vorläufer der Schlachtkreuzer angesehen werden.

## Schicksal der Schiffe
Die nach der Königin Margarethe (1851–1926) benannte RN Regina Margherita wurde am 20. November 1898 auf der Marinewerft in La Spezia begonnen, lief am 30. Mai 1901 vom Stapel und stellte am 14. April 1904 in Dienst. Von 1904 bis 1910 war sie das Flottenflaggschiff.

RN Regina Margherita sank am 11. Dezember 1916 nahe Brindisi bei Sturm durch eine Mine, die vom deutschen Unterseeboot UC 14 gelegt worden war. 674 Menschen starben dabei.
Die nach dem langjährigen Marineminister und Schiffskonstrukteur benannte Benedetto Brin wurde am 30. Januar 1899 auf der Marinewerft in Castellammare di Stabia begonnen, lief am 7. November 1901 vom Stapel und stellte am 1. September 1905 in Dienst.

Die Benedetto Brin sank am 27. September 1915 vermutlich durch Sabotage im Hafen von Brindisi. Dabei starben 387 Mann. Sie wurde vor Ort verschrottet.